# Vila de Vinçà

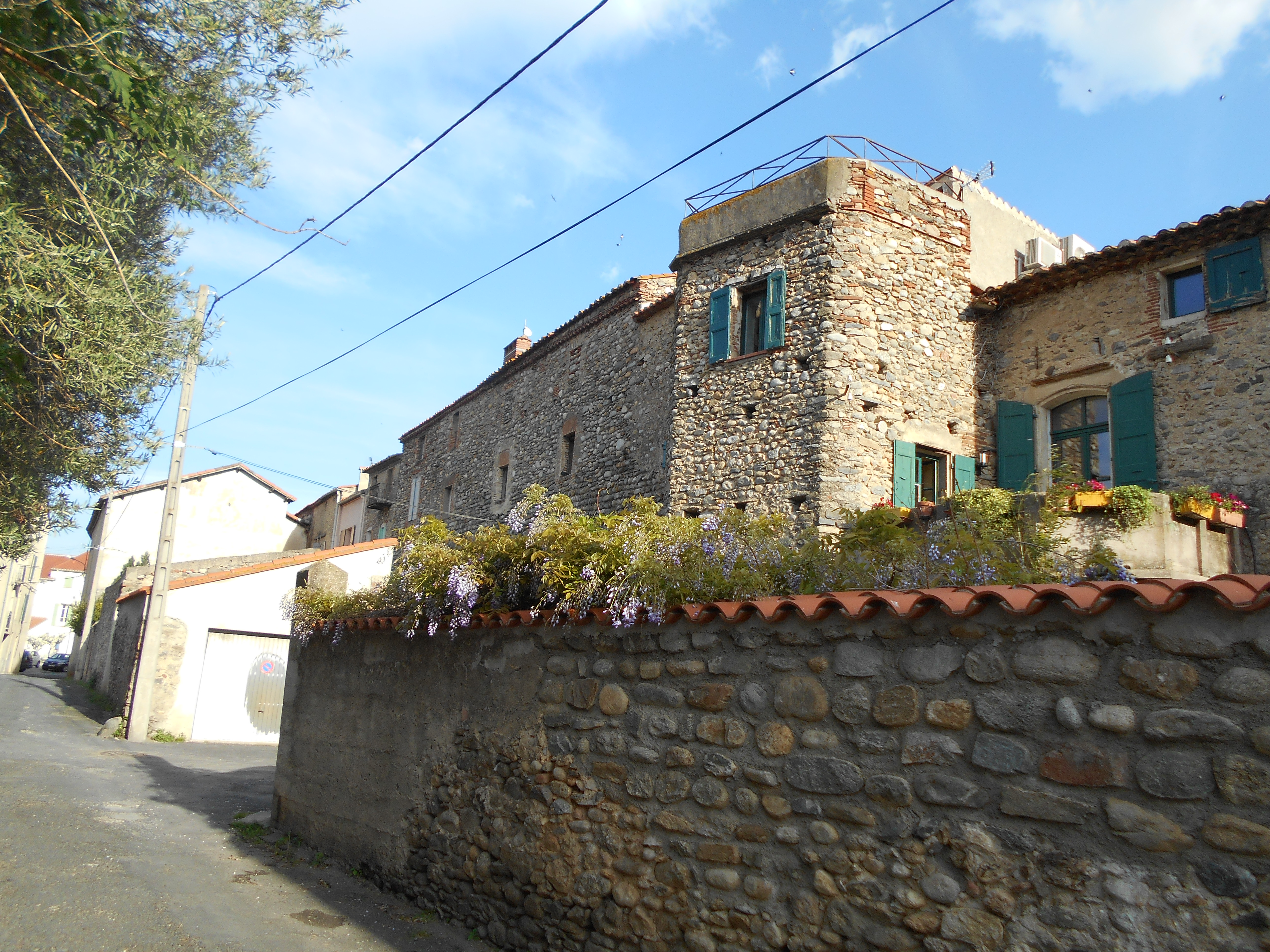
Pany de muralles del nord-oest

La Vila de Vinçà és la vila medieval de Vinçà, a la comarca del Conflent, de la Catalunya del Nord, formada per la cellera primigènia i el primer eixample medieval, fortificat.
Envoltava la totalitat del poble medieval, amb la cellera, i l'església parroquial de Sant Julià i Santa Basilissa de Vinçà en el seu interior.

## Història

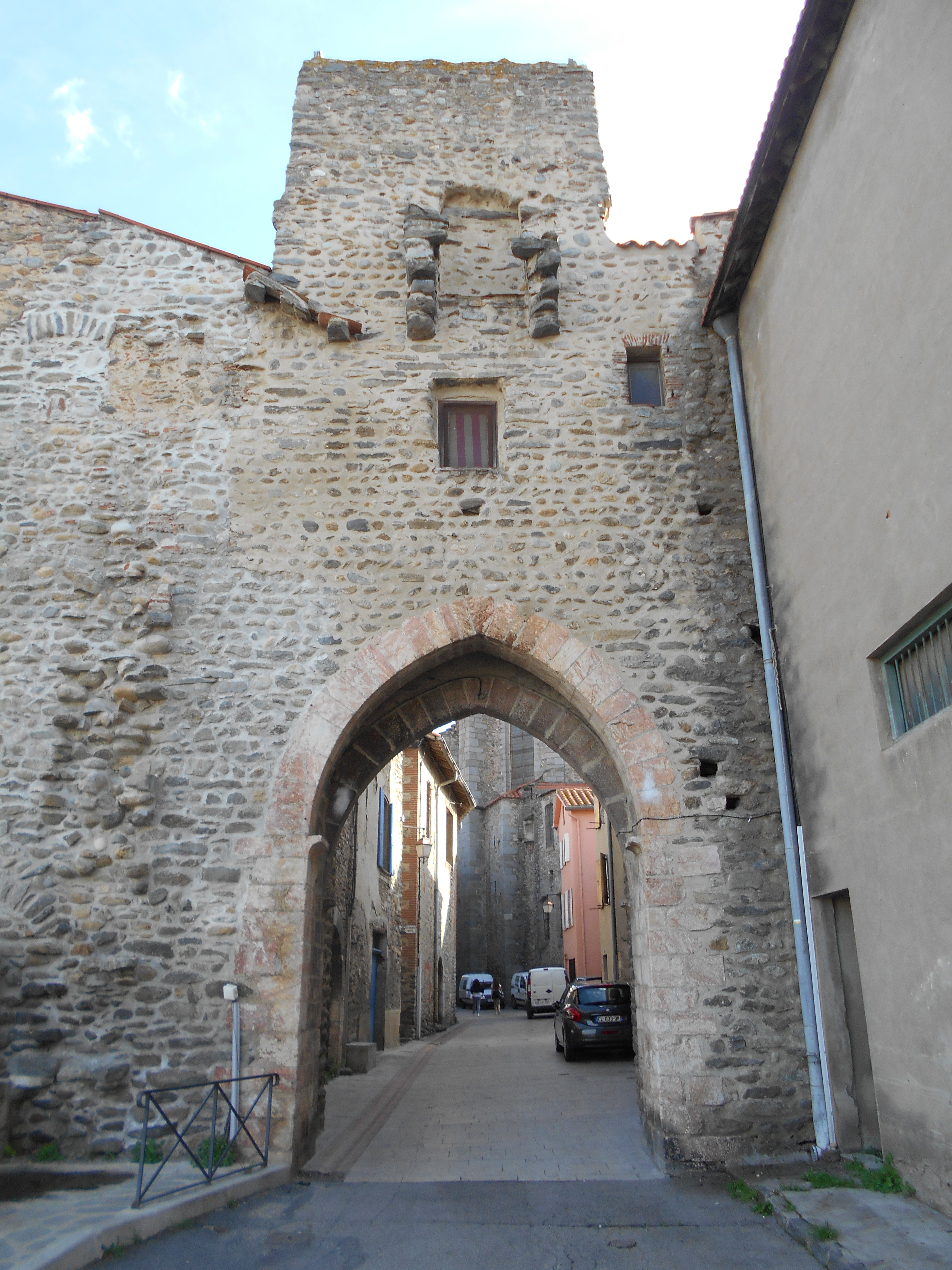
Portal del Barri, part de fora

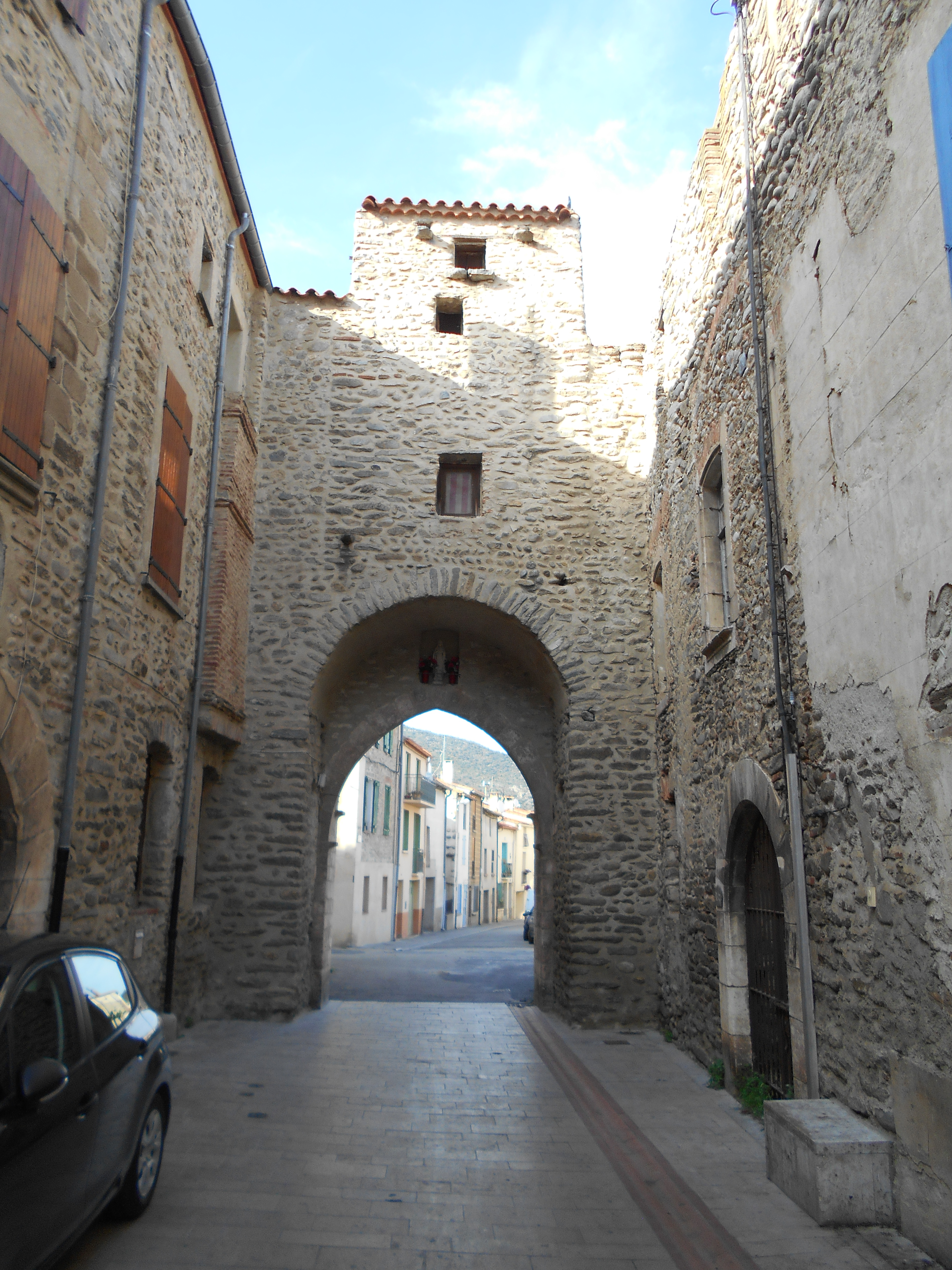
Portal del Barri, part de dins

El lloc de Vinçà, anomenat castrum Vinsanum és esmentat ja el 939; després, el 950 i el 953 l'esment és com a villa Vinçanum. El 1019 i el 1943 l'esment és com a forcia i castro.
La senyoria de Vinçà restà sempre en possessió reial, procedent dels vescomtes de Cerdanya, després comtes de Cerdanya, i més tard de Rosselló i Cerdanya, dels quals passà al reis de Mallorca i, finalment als comtes-reis catalans. El febrer del 1218 Nunó Sanç I, senyor de Cerdanya i Rosselló atorgava a Vinçà els mateixos privilegis que tenia Vilafranca de Conflent, a més d'alguna prerrogativa accessòria, com l'exempció dels mals usos de cugúcia, eixorquia i intestia.
El 1245 Jaume I el Conqueridor confirmava tots aquests privilegis, amb una condició: la construcció, a càrrec dels vinçanencs, de les muralles de la vila. L'infant Jaume, fill de Jaume I, tornava a confirmar-ho tot plegat el 1270, i els reis de Mallorca hi tornaven anys més tard. El recinte fortificat que es construí en aquell moment és el que es descriu en aquest article.
Es mantingué com a vila reial fins al 1375, quan Pere el Cerimoniós la donà en franc alou a la seva filla Joana. Casada Joana amb Pere de Rocabertí, la senyoria passà el 1393 a llur fill, Pere d'Empúries, casat amb Joana de Rocabertí; la darrera enviudà i succeí el seu marit com a senyora de Vinçà i, la seva mort, Vinçà passà als Rocabertí. Així, el 1423 el vescomte Dalmau VIII de Rocabertí era senyor de Vinçà. Els fets polítics de mitjan segle xv feren que els Rocabertí en fossin desposseïts, i Vinçà anà a parar a mans de Francesc Desplà, fins que el 1493 un altre Rocabertí, Onofre, en recuperà el domini, amb la restitució dels comtats de la Catalunya del Nord a la Corona.

## El recinte fortificat

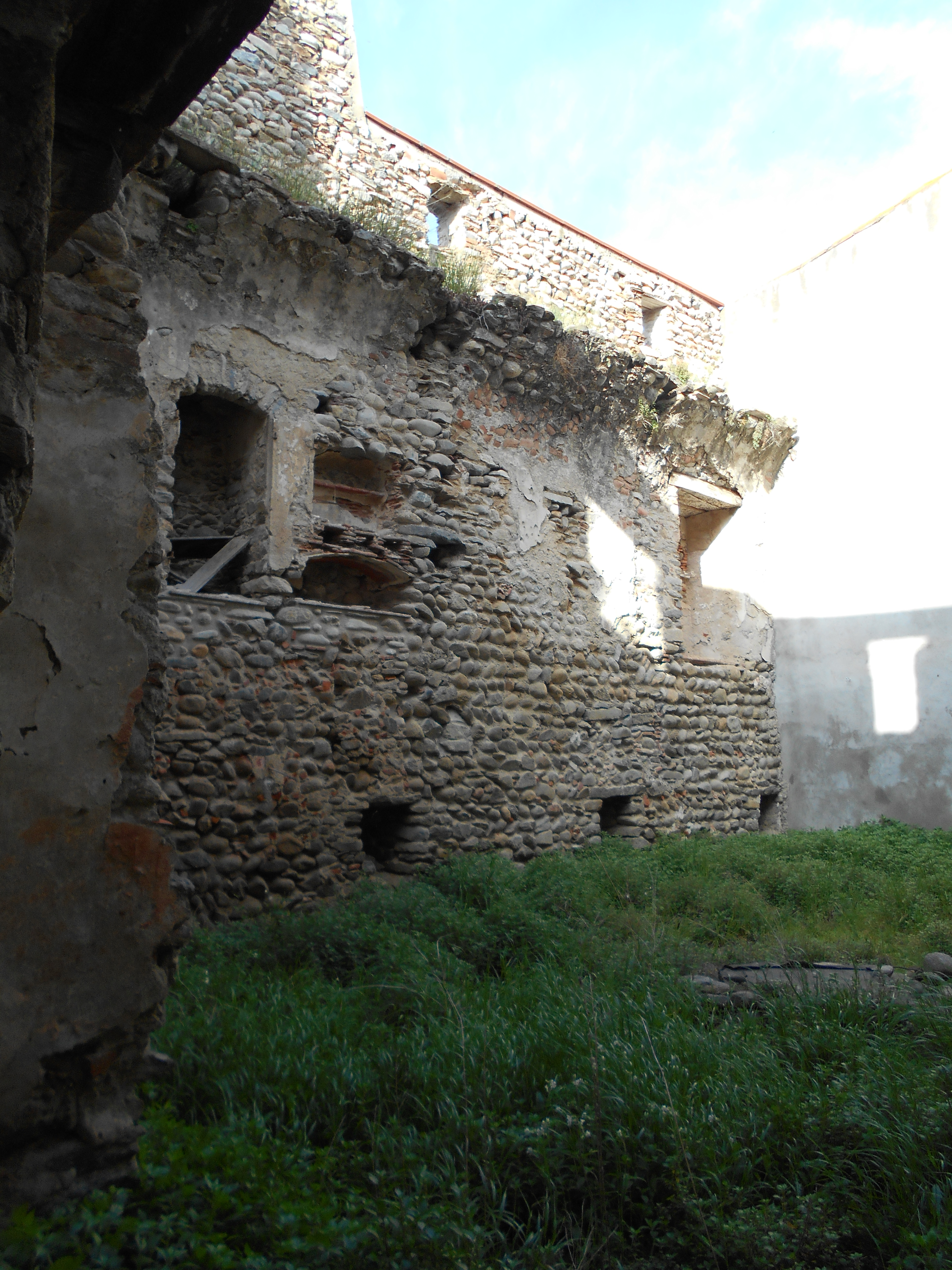
Pany de muralla interior, amb el camí de ronda

Minuciosament descrit per Alart en un moment que es conservaven més elements del recinte murallat que no pas ara, el recinte murallat de Vinçà tenia cinc portals, dos al nord (Portals de Marcèvol, antigament de la Font, i del Barri, o del Barri del Prat), dos a l'oest (Portals del Puig i de Domanova, o de França) i un al sud (Portal de la Vila Nova). El recinte resseguia a l'oest l'actual carrer de la Muralla sencer, carrer que restava dins del recinte murallat, del Portal del Puig (on ara hi ha el carrer d'en Presa) cap al nord, a més d'un petit tram cap al sud que es trobava a l'interior de l'illa de cases que es troba al llarg de l'Avinguda del General de Gaulle, entre el carrer d'en Presa i el de l'Església, on la muralla feia un angle recte tal vegada amb una torre a l'angle. A la cruïlla amb el carrer de l'Església hi havia el Portal de la Vila Nova, del qual només es conserva el passatge actualment per sota de les cases.

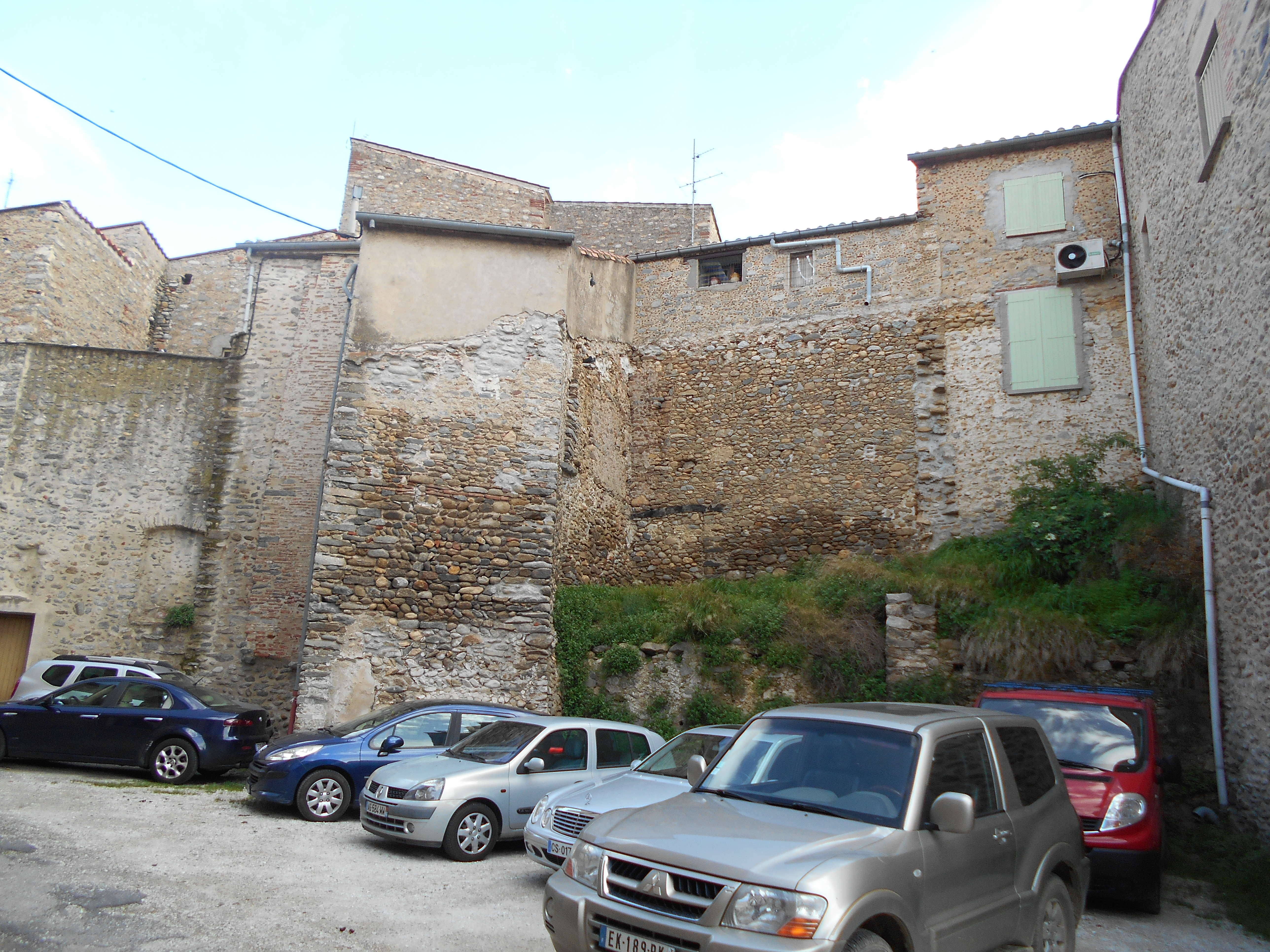
Muralla de la Vila Nova

La muralla meridional continuava cap a llevant des de la que s'ha acabat de descriure seguint l'Avinguda del General de Gaulle, amb una bestorre a l'angle on l'avinguda gira cap al nord, davant de Correus. Girant cap al nord, el pany de muralla est resseguia l'avinguda esmentada, amb una bestorre quadrada a mig traçat i una de rodona al nord, on la muralla girava cap a ponent. No hi havia cap portal; tal vegada alguna portella. En aquest tram, el pany de muralla era totalment recte. El tram nord anava paral·lel, una mica al sud, del carrer dels Murs, tal com s'ha conservat sencer en alguns trams. En aquest tram hi havia els dos portals esmentats, les dues torres d'angle, una a cada extrem, i una bestorre al Portal de Marcèvol.

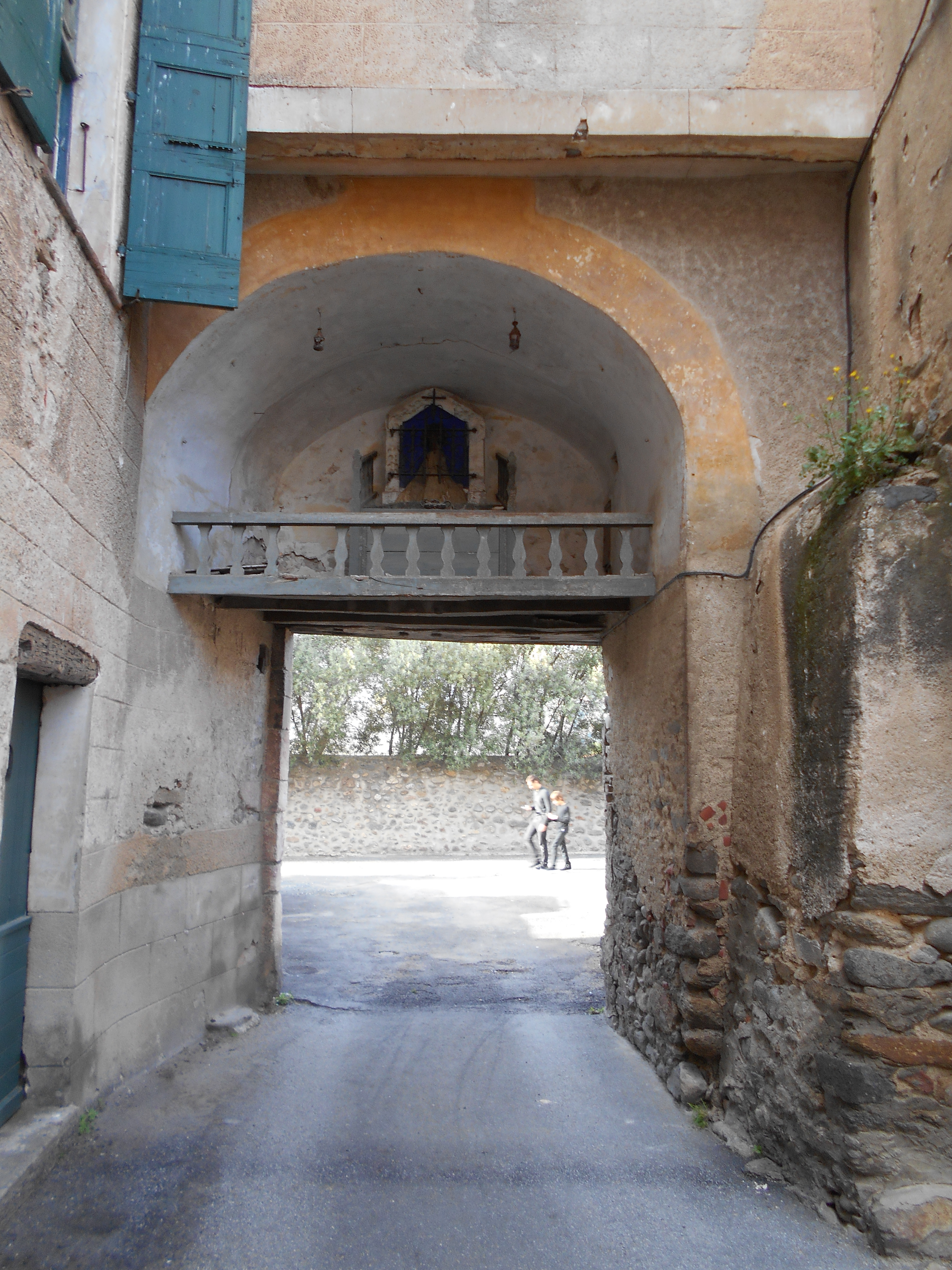
La capella, en el Portal de la Sal

En el Portal de Marcèvol, antigament de la Font, també anomenat de la Sal, hi ha la capelleta de la Mare de Déu de l'Esperança. Cal destacar en aquesta porta, molt ben conservada, destaca el tram de volta de canó que cobreix el pas del portal, dessota mateix de la capella esmentada. El portal s'obre en una torre, com el Portal del Barri. Aquest darrer portal està encara més ben conservat, i conserva la major part dels seus elements, fins i tot amb restes del matacà.